# Восприимчивость (биологическая)
Восприи́мчивость — в медицине характеристика живого организма, определяющая его способность к его заболеванию при контакте с инфекционными агентами.
Восприимчивостью также могут называть свойство того или иного штамма бактерий, популяции паразитов или вирусов. Восприимчивыми называют те организмы, которые гибнут и/или замедляют размножение под влиянием рассматриваемого воздействия (например, биохимического, в виде антибиотика, или физического, в виде определённой температуры).